# Ибрагимпашич, Махмут
Махмут «Машо» Ибрагимпашич (босн. Mahmut Ibrahimpašić; 1922, Бьелая — 19 октября 1944, Поповичи) — югославский боснийский партизан Народно-освободительной войны, Народный герой Югославии.

## Биография
Родился в 1922 году в селе Бьелая близ Босански-Петроваца. Босниец по национальности, мусульманин по вероисповеданию. Родом из семьи крестьян, у его отца Хасана были ещё четыре сына и две дочери. Окончив гимназию в Бихаче, поступил работать в учительскую школу Бани-Луки. После войны с Германией земли, на которых жил Махмут, вошли в состав Независимого государства Хорватии, а самого Махмута начали преследовать. Машо осуждал убийство сербов и мусульман, а также не признавал власти усташей, чем и разгневал сторонников Павелича. Ушёл в подполье и сформировал свой райком КПЮ в селе.
Ближе к концу лета 1941 года Махмута арестовали усташи и отправили в печально известную Бихачскую тюрьму, но он сбежал оттуда осенью и вступил в Бихачскую партизанскую роту. После первых боёв зарекомендовал себя как отличный боец, в 1942 году вступил в КПЮ и был назначен политруком Омладинской роты. В ноябре 1942 года, когда Бихач был освобождён партизанами, Махмут прибыл в штаб 4-го батальона 8-й краинской ударной бригады. В первой битве в составе батальона близ Липы сумел в одиночку подавить пулемёт, проявив недюжинную храбрость. В качестве должности заместителя политрука в том же батальоне со своей ротой прорывал линию фронта. Проявил себя близ Маньячи в боях с чётниками, а также в битвах близ Бихача, Босански-Крупы, Бани-Луки и Санского-Моста.
В июле 1944 года был назначен политруком 5-й краинской козарской ударной бригады. Переправляясь через реку Босну на Маньячу и направляясь в Сербию, близ Жепца, бригада столкнулась с немецким патрулём. В кровопролитной схватке погиб командир бригады Раде Кондич, которому позднее посмертно присвоили звание Народног огероя. Махмут не хотел оставлять мёртвого командира и велел двигаться дальше, везя тело убитого. В октябре 1944 года близ Поповичей (к западу от Рипани), в Лютой области, 5-я бригада столкнулась с 2 тысячами немецких солдат. На помощь югославам пришла 12-я краинская ударная бригада из 11-й краинской дивизии под командованием Милоша Шилеговича. В том бою 19 октября 1944 Махмут «Машо» Ибрагимпашич погиб. Похоронен он был на Кладбище освободителей Белграда вместе с Бранко Нерадичем и Момчило Милановичем.
Вся его семья участвовала в войне: один из его братьев и сестра Девлета также погибли в боях. 14 ноября 1944 Махмуту было посмертно присвоено звание Народного героя Югославии по указу АВНОЮ.